# Epopterus confusus
Epopterus confusus es una especie de coleóptero de la familia Endomychidae.

## Distribución geográfica
Habita en el Amazonas (Brasil).